# Indyjska odmiana języka angielskiego
Indyjska odmiana języka angielskiego (ang. Indian English) – odmiana standardowa języka angielskiego używana na subkontynencie indyjskim, powstała w okresie kolonialnych rządów brytyjskich. Jest zasadniczo oparta na angielszczyźnie brytyjskiej, lecz obecnie ulega także pewnym wpływom odmiany amerykańskiej. Pisownia amerykańska dominuje w publikacjach naukowych. Odmiana ta wykazuje dodatkowo pewne zróżnicowanie w zależności od regionu i języka-substratu.

## Wymowa
Wymowa wielu osób jest pod mocnym wpływem systemu fonologicznego ojczystego języka. Pewne fonemy angielskie nie występują w językach indyjskich i są zastępowane fonemami znanymi z lokalnych języków.
Przykłady:

### Samogłoski
- /æ/ często przechodzi w /ɛ/
- Nie występujące w językach indyjskich krótkie [ɛ] wydłuża się i przechodzi w długie [eː], np. pen jest wymawiane jako [pe:n]
- Nie występujące w językach indyjskich dyftongi /eɪ/ (jak w face) oraz /oʊ/ (jak w goat) są realizowane odpowiednio jako [eː] i [oː].

### Spółgłoski
- Większość języków indyjskich nie rozróżnia pomiędzy /v/ i /w/. Tak więc wet i vet są homofonami.
- Spółgłoski zwarte /p/, /t/, /k/ są zawsze nieaspirowane.
- Angielskie spółgłoski dziąsłowe /d/, /t/ zazwyczaj są utożsamiane z indyjskimi spółgłoskami retrofleksywnymi [ɖ], [ʈ]. (W indyjskich językach istnieje fonemiczne zróżnicowanie spółgłosek zębowych i retrofleksywnych)
- Niewystępujące spółgłoski (/θ/ i /ð/ zastępowane odpowiednio są przez spółgłoski  [t̪ʰ] i [d̪] lub [d̪ʱ]. Na przykład thin jest wymawiane jako [t̪ʰɪn] zamiast /θɪn/.
- Nieistniejące [z] zastępowane jest przez [dʒ].
- Nieistniejące [f] zastępowane jest przez [pʰ].
- W niektórych regionach nie występują nagłosowe zbitki spółgłoskowe, tak więc school jest w Pendżabie wymawiane /iʃkuːl/.
- W niektórych regionach (np. w Biharze) spółgłoska [ʃ] zastępowana jest przez [s], w Bengalu zachodzi proces dokładnie odwrotny.

## Słownictwo
Naturalnie wiele słów z języków miejscowych używanych jest w indyjskiej angielszczyźnie, szczególnie na określenie miejscowych realiów: lokalnej flory, nazw potraw, kast itp. Istnieje jednak również grupa słów „angielskich”, które nie występują w językach lokalnych, np.:
- brinjal (z portugalskiego berinjela) – bakłażan (w ogólnej angielszczyźnie aubergine lub eggplant)
- capsicum – papryka (bell pepper)
- lady’s fingers – okra
- curd – jogurt (yoghurt)
- banyan – figowiec bengalski (od indyjskiego słowa banija (kupiec), gdyż wędrowni handlarze często odpoczywali pod tymi drzewami).

Używa się na co dzień, również w publikacjach, niektórych liczebników indyjskich: lakh (100 000)
i crore (10 mln), np. the population of this city is 50 lakhs.